# Multiprocesamiento simétrico
En computación, SMP (del inglés symmetric multiprocessing, en español "multiprocesamiento simétrico") es un tipo de arquitectura de computadoras en la que dos o más unidades de procesamiento comparten una única memoria central.
El multiprocesamiento simétrico es la situación en la que todos los procesadores del sistema son iguales y pueden realizar, en el mismo tiempo, las mismas operaciones. Todos los procesadores tienen acceso a la misma memoria, aunque pueden contar con distinto caché.

## Diseño
La arquitectura SMP (también llamada UMA, del inglés Uniform Memory Access, en español "acceso uniforme a memoria") se caracteriza por el hecho de que varias unidades de procesamiento comparten el acceso a la memoria, compitiendo en igualdad de condiciones por dicho acceso, de ahí la denominación "simétrico".
Los sistemas SMP permiten que cualquier procesador trabaje en cualquier tarea sin importar su localización en memoria; con un propicio soporte del sistema operativo, estos sistemas pueden mover fácilmente tareas entre los procesadores para garantizar eficientemente el trabajo. 
Una computadora SMP se compone de microprocesadores independientes que se comunican con la memoria a través de un bus compartido. Dicho bus es un recurso de uso común. Por tanto, debe ser arbitrado para que solamente un microprocesador lo use en cada instante de tiempo. Si las computadoras con un único microprocesador tienden a gastar considerable tiempo esperando a que lleguen los datos desde la memoria, SMP empeora esta situación, ya que hay varios parados en espera de datos.

## Arquitectura NUMA
Una de las formas más fáciles y baratas de aumentar el rendimiento del hardware es poner más de una CPU en la placa. Esto se puede realizar haciendo que CPUs diferentes tengan trabajos diferentes (multiproceso asimétrico) o haciendo que todos se ejecuten en paralelo, realizando el mismo trabajo (multiproceso simétrico o SMP). El hacer multiproceso asimétrico requiere un conocimiento especializado en las tareas que la computadora debe ejecutar, que no es fácilmente discernible en un sistema operativo de propósito general como Linux. En cambio, el multiproceso simétrico es relativamente fácil de implementar. 
En un entorno de multiproceso simétrico, las CPU comparten la misma memoria, y como resultado, el código que corre en una CPU puede afectar a la memoria usada por otra. No se puede estar seguro de que una variable que se ha establecido a un cierto valor en la línea anterior todavía tenga el mismo valor, dado que la otra CPU puede modificar el valor de la variable. Es importante, por lo tanto, considerar estos casos e implementar mecanismos para evitarlos (véase sección crítica). 
En el caso de la programación de procesos esto no suele ser un problema, porque un proceso normalmente solo se ejecutará en una CPU a la vez. El núcleo, sin embargo, podría ser llamado por diferentes procesos ejecutándose en CPUs diferentes. 
En la versión 2.0.x de Linux, esto no es un problema porque el núcleo entero está en un gran `spinlock'. Esto significa que si una CPU está dentro del núcleo y otra CPU quiere entrar en él, por ejemplo por una llamada al sistema, tiene que esperar hasta que la primera CPU haya acabado. Esto es lo que hace el SMP en Linux: es seguro, pero ineficiente.